# 김영환 (1921년)
김영환(金英煥, 1921년 1월 8일 ~ 1954년 3월 4일)은 대한민국의 군인 겸 정치인으로 대한민국 육군 및 공군의 창설자이다. 본관은 안산, 호는 창공(蒼空)이다. 일본 제국 시코쿠 지방 도쿠시마 출신으로 최종 계급은 대한민국 공군 준장이다. 백부는 김기원이고 아버지는 김준원이며, 형은 김정렬이다.

## 생애

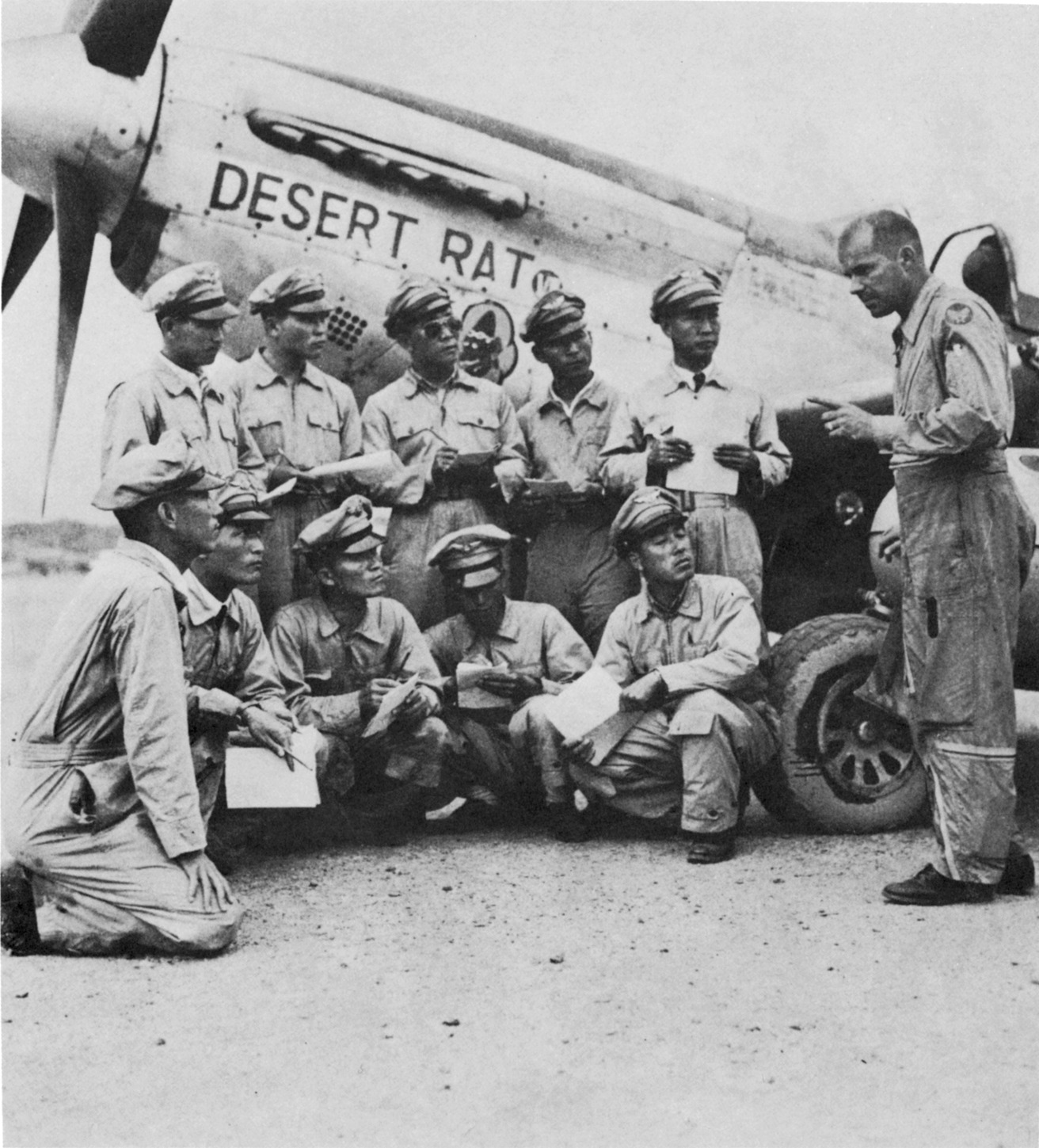
일본 이다즈께 기지에서 비행교육을 받고 있는 F-51 인수조종사 10명앞줄 왼쪽부터 김영환 중령, 김성룡 중위, 강호륜 대위, 박희동 대위, 장성환 중령, 뒷줄 왼쪽부터 정영진 중위, 이상수 중위, 김신 중령, 장동출 중위, 이근석 대령.

김영환은 일본 시코쿠 지방 도쿠시마 현 도쿠시마에서 출생하여 지난날 한때 일본 도쿄에서 잠시 유아기를 보낸 적이 있고 1922년 이후 경성부 종로 사직정에서 성장하였으며 1938년 3월 서울의 경기공립중학교를 졸업하고 1944년 1월 간사이 대학 법과대학에 유학하여 1년을 중퇴로써 마친 후 1945년 학병 징집되어 일본 육군 예비사관학교를 졸업하였다.
관동군 포병 소위로 함경남도 함흥에 주둔 중 광복을 맞은 뒤 국군 창설의 필요성을 절감하고 1946년 1월 15일 군사영어학교를 졸업하고 육군 참위(소위) 임관하였으며 2월 18일 경상북도 대구 주둔 육군 제6연대의 초대 연대장 및 조선경비대 총사령부 고급부관 등으로 근무하면서 국군 창설에 심혈을 기울였다.
1947년 4월 육군 부위(중위)로 통위부 정보국장을 지낸 그는 1948년 4월 1일 공군창설 7인 간부의 일원으로 조선경비대 보병학교에 입교하여 5월 2일 졸업하였다. 곧 이어 국군경비사관학교에 입대하여 미식훈련을 받은 다음 1947년 5월 14일 육군 정위(대위)로 재임관, 육군항공총감부에 근무하면서 공군창설의 산파역을 수행하였다.
1948년 7월 21일 육군 항공기지사령부로 전속되어 작전과장 겸 인사과장으로 활동한 그는 1949년 3월 15일을 기하여 대한민국 공군 소령 재임관 직후 공군 제1전투비행전단으로 이동하여 대대장으로 근무하였고, 1950년 2월 20일, 대한민국 공군 중령 진급하여 한국 전쟁 발발 당시 공군 제1전투비행전단 제5대대 대대장으로 재임하고 있었다. 1951년 8월 1일 공군 제1전투비행전단 제10대대 대대장으로 임명된 데 이어 9월 25일 공군 강원도 강릉전진기지사령부 부참모장으로 보임되었다.
1952년 6월 18일 공군 제1전투비행전단 부전단장으로 자리를 옮긴 그는 1953년 2월 15일 공군 제10전투비행전단장으로 취임하여 출격항공기에 대한 제1선 지휘관으로 작전부대 지휘 및 운영을 관장, 대한민국 공군의 출격작전을 수행하는데 중추적인 역할을 담당하였다.
이후 전쟁을 수행하면서 수많은 전공을 거둬 1951년 충무무공훈장을 비롯해 1952년 미국 비행 훈장, 공비토벌기장, 한국 전쟁 종군기장을 수여받았고, 1953년에는 대통령수장과 을지무공훈장을, 그리고 1954년에는 대통령수장과 유엔종군기장, 미국 공로 훈장을 각각 수여받았다.
휴전 협정이 체결되고 난 후인 1953년 12월 15일 공군 제1전투비행전단장으로 전보되어 전투조종사 양성에 주력하던 그는 1954년 1월 28일 공군 준장으로 진급하였으나, 1954년 3월 4일 공군 제10전투비행전단 창설 기념행사에서 비행 중 기체 추락으로 사망했다.

## 가족 관계
- 큰아버지: 김기원(金基元, 1878년 11월 9일 ~ 1934년 7월 14일, 일본 육군 중좌 전역.)
- 아버지: 김준원(金埈元, 1888년 9월 18일 ~ 1969년 1월 1일, 前 육군 경남병사구사령관. 1952년 대한민국 육군 준장 전역.)
- 형: 김정렬(金貞烈, 1917년 9월 29일 ~ 1992년 9월 7일, 前 국무총리. 1957년 대한민국 공군 중장 전역.)

## 학력
- 경성제1고등보통학교 졸업
- 경성 연희전문학교 졸업
- 일본 간사이 대학교 법학과 중퇴
- 일본 육군예비사관학교 졸업
- 일본 센다이 육군비행학교 졸업
- 대한민국 군사영어학교 1기
- 조선경비보병학교 졸업
- 조선경비사관학교 특3기
- 대한민국 육군참모학교 졸업
- 대한민국 육군포병학교 졸업
- 대한민국 육군보병학교 졸업
- 미국 미주리 종합군사학원 졸업
- 미국 공군참모대학교 졸업

## 일화
한국 전쟁 당시인 1951년 가야산에 숨은 인민군들을 잡기 위해 해인사를 폭격하라는 명령을 받았으나 민족의 문화유산을 없앨 순 없다며 명령을 어긴 적이 있다.
2010년 대한민국 정부는 해인사 폭격을 거부하여 세계문화유산인 팔만대장경과 장경판전을 지킨 공로를 인정, 금관문화훈장(1급)을 추서했다